# Sistema Nacional de Misiones
El Sistema Nacional de Misiones, oficialmente Sistema Nacional de Misiones, Grandes Misiones y Micro-Misiones «Hugo Chávez», son una serie de programas sociales desarrollados en Venezuela durante el gobierno de Hugo Chávez desde el año 2003 y que continúan vigentes en el actual gobierno de Nicolás Maduro. Estos proyectos son relanzados cada año con el fin de cumplir objetivos determinados y toman su nombre del Libertador Simón Bolívar. Las Misiones Bolivarianas del gobierno de Venezuela comprenden programas para luchar contra la pobreza, la pobreza extrema, programas de educación, alfabetización, consultas médicas gratuitas y acceso a créditos subvencionados para la adquisición de viviendas. Además de programas culturales,  indígenas y medioambientales.otros de menor importancia permiten eliminar sus conocimientos 
Los programas comenzaron debido al significativo aumento del precio del petróleo a principios de la década de 2000, que permitió al gobierno de Venezuela utilizar excedentes en su presupuesto anual para estos programas sociales. La Misión Vivienda (vivienda gratuita), Misión Negra Hipólita (rescate de mendicidad y personas sin familia), Misión Robinson (alfabetización), la Misión Barrio Adentro (cobertura médica gratuita) y la Misión Mercal (alimentos a precios subsidiados), están consideradas como las misiones más importantes, claves en la disminución de los índices de la pobreza en el país.
Las misiones han sido criticadas por denuncias de corrupción, falta de sustentabilidad y deficiencias, como las estructurales en el caso de la Misión Vivienda.

## Historia
El 27 de febrero de 1999, poco después del inicio de su presidencia, Hugo Chávez anunció el Plan Bolívar 2000. Se trataba de un plan de programas sociales para atender necesidades urgentes de la población, desempleados y desarrollar las fuerzas productivas a largo plazo. Este plan se realizó con la participación de las Fuerzas Armadas, hecho que se denominó como «alianza cívico-militar», y se planteaba aumentar la coordinación e integración para evitar la «dispersión de esfuerzos». En el año 2000, Chávez anunció el Plan Nacional de Desarrollo Económico y Social 2001-2007 estructurado en cinco ejes: económico («desarrollar una economía productiva»), internacional («fortalecer la soberanía nacional y promover un mundo multipolar»), político («construir una democracia bolivariana»), social («alcanzar la justicia social») y territorial («ocupar y consolidar el territorio»).
Sin embargo, la agenda social tuvo un progreso lento hasta 2003 debido a la agenda política. Los años 1999 y 2000 estuvieron marcados por la aprobación de la Constitución, múltiples elecciones y tensiones internas en el Gobierno. En los años 2001 y 2003 el Gobierno se centró en la aprobación de nuevas leyes, en especial un paquete de 49 leyes aprobadas por decreto mediante la Ley Habilitante que incluían la Ley de Tierras y Desarrollo Rural, la Ley de Hidrocarburos, la Ley de Pesca y Acuicultura, la Ley de Zonas Especiales de Desarrollo Sustentable. La aprobación de estas leyes produjo una fuerte confrontación política en el país, que llevó a un paro cívico nacional convocado por la patronal Fedecámaras, a un paro petrolero y al golpe de estado de 2002, que fue revertido tras 48 horas.

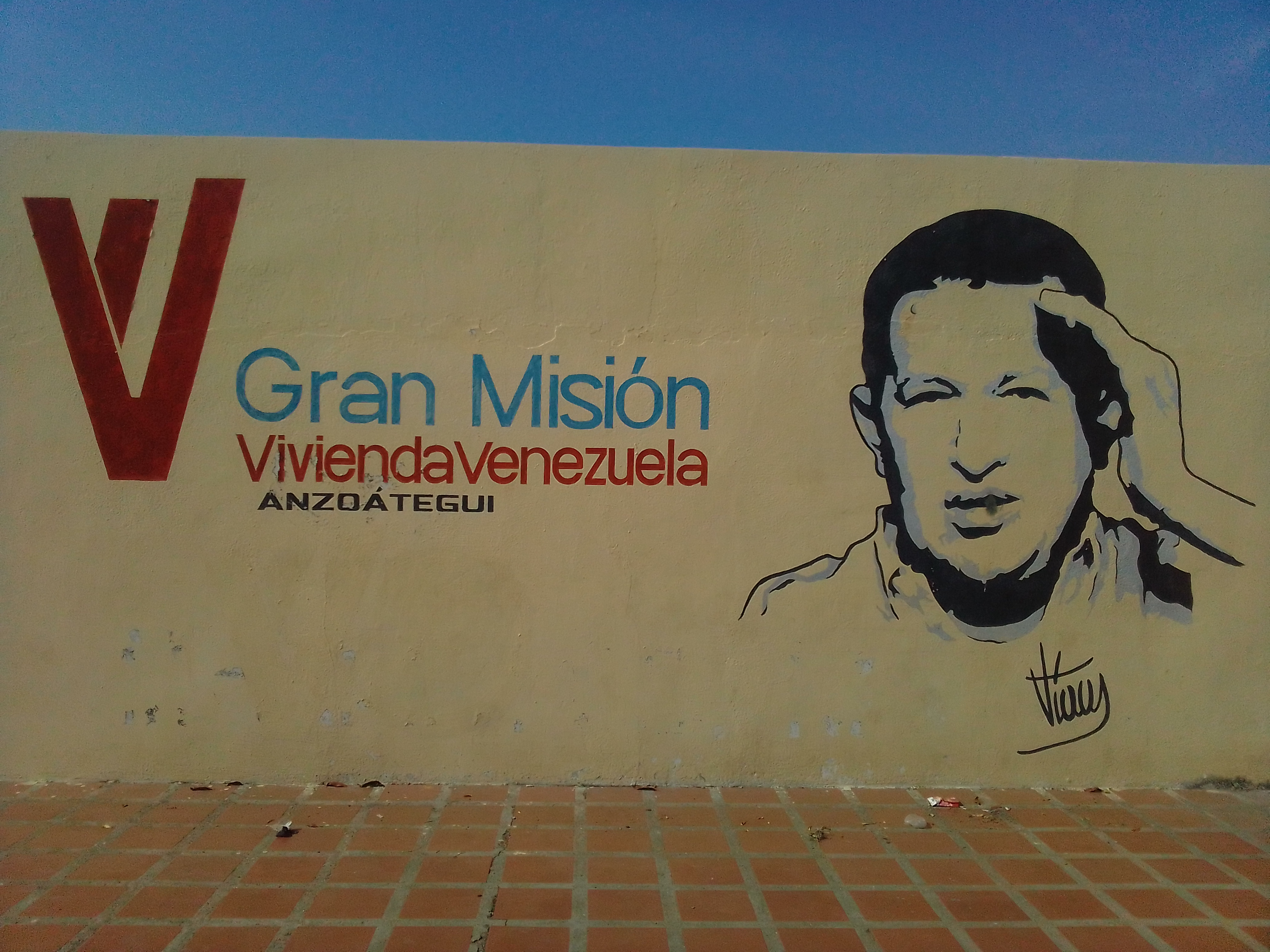
Mural de la Gran Misión Vivienda Venezuela

En 2003, la oposición convocó un referéndum revocatorio. En respuesta, el Gobierno de Chávez creó las Misiones, una nueva estrategia de aceleración de los programas sociales para mejorar el vínculo del Gobierno con los sectores populares y que permitiría ganar el revocatorio. Desde 2003 hasta el referéndum el 15 de agosto de 2004 se pusieron en marcha ocho Misiones: Misión Barrio Adentro para mejorar la atención sanitaria, Misión Robinson para la alfabetización, Misión Robinson II para la escolarización hasta sexto grado, Misión Ribas para la escolarización en educación media, Misión Sucre para la apertura de nuevos cupos universitarios, Misión Miranda para la organización de nuevas reservas militares, Misión Mercal para garantizar el acceso a alimentos y Misión Vuelvan Caras para el desarrollo de cooperativas y núcleos de desarrollo endógeno. Tras la victoria de Chávez en el referendum revocatorio y durante los siguientes años continuó la creación y desarrollo de misiones como Misión Hábitat para el acceso a tierras y viviendas, Misión Identidad para la cedulación de toda la población, Misión Guaicaipuro para la atención de comunidades indígenas, Misión Piar para el apoyo a trabajadores de la minería, Misión Zamora para la recuperación de tierras y lucha contra el latifundio, Misión Cultura para el desarrollo sociocultural, Misión Negra Hipólita para la atención a personas sin hogar o Misión Ciencia para el desarrollo científico local.
El funcionamiento de cada Misión se coordina mediante una comisión designada por el presidente y se financia principalmente mediante los ingresos petroleros de Petróleos de Venezuela. El apoyo cubano en las Misiones se materializó desde la primera, Misión Barrio Adentro, en la que Cuba aportó medicamentos y el personal necesario para diseñar y ejecutar el programa de forma acelerada y masiva, así como hacerlo llegar a zonas de difícil acceso. Así como en los anteriores programas sociales, las Fuerzas Armadas tuvieron un papel importante en el apoyo logístico, construcción de instalaciones. En la Misión Robinson I los militares también participaron como alfabetizadores. Las Misiones también se realizan en gran medida gracias al trabajo de voluntarios, en el que diversos grupos como los Círculos Bolivarianos y los Comités de Tierras Urbanas participaron.
En 2013, el Gobierno de Nicolás Maduro creó el Sistema Nacional de Misiones para coordinar las distintas Misiones, hasta entonces gestionadas de forma separada; y en 2014 promulgó la Ley Orgánica de Misiones, Grandes Misiones y Micro-Misiones para regularlas. Fue con esta ley cuando el sistema adoptó su
actual denominación oficial: Sistema Nacional de Misiones, Grandes Misiones y Micro-Misiones «Hugo Chávez».

## Definiciones
La Ley de Misiones define «Misión» como:

política pública destinada a materializar de forma masiva, acelerada y progresiva las condiciones para el efectivo ejercicio y disfrute universal de uno o más derechos sociales de personas o grupo de personas, que conjuga la agilización de los procesos estatales con la participación directa del pueblo en su gestión, en favor de la erradicación de la pobreza y la conquista popular de los derechos sociales consagrados en la Constitución de la República Bolivariana de Venezuela.
Ley Orgánica de Misiones, Grandes Misiones y Micro-Misiones, Artículo 4º

Una «Gran Misión» tiene un mayor alcance:

conjunto concentrado de políticas públicas y recursos destinados a la resolución masiva, acelerada y progresiva de problemas estructurales que limitan o impiden el ejercicio de derechos sociales de toda o parte de la población, los cuales requieren un tratamiento y resolución inter-sectorial.
Ley Orgánica de Misiones, Grandes Misiones y Micro-Misiones, Artículo 4º

Mientras que la «Micro-misión» tiene un carácter más focalizado y temporal:

expresión temporal de política pública destinada a atender  y resolver un problema particular que limita o impida el ejercicio de derechos sociales de un grupo de personas o comunidad situadas en un ámbito o territorio específico.
Ley Orgánica de Misiones, Grandes Misiones y Micro-Misiones, Artículo 4º

Todas ellas son coordinadas mediante el Sistema Nacional de Misiones.

## Estructura
La dirección estratégica está a cargo del Alto Mando del Sistema, presidido por el Presidente de la República, coordinado por el Vicepresidente Sectorial para el Área Social y compuesto por los Vicepresidentes Sectoriales y los Ministros responsables de las misiones.
La dirección ejecutiva está a cargo de la Coordinación General del Sistema dependiente del Alto Mando y dirigida por el Vicepresidente Sectorial para el Área Social y compuesta por los jefes nacionales de las misiones.
El Consejo Nacional de Política Social se encarga de asesorar en materia de planificación, seguimiento y evaluación de la política social.
Cada estado cuenta con una Coordinación Estadal regida por un coordinador designado por el Alto Mando e integrada por los coordinadores estatales de las misiones y los voceros estatales del poder popular integrantes del Consejo Nacional de Misioneros y Misioneras.
A nivel municipal cuenta con la Coordinación Municipal con un coordinador designado por la Coordinación Estadal e integrada por coordinadores municipales de las misiones y voceros municipales del poder popular.
Por último, a nivel comunal y comunitario se establecen Mesas de Misiones.

## Misiones
Las misiones son coordinadas por el gobierno apoyándose en las comunidades locales en donde son aplicadas entre ellos voluntarios y ciudadanos beneficiados, además de otras instituciones estatales, como universidades, empresas públicas de suministro de bienes, servicios y fuerzas armadas. Jurídicamente se encuentran adscritas a los ministerios correspondientes. Su duración se prevé limitada, «hasta que los derechos sociales básicos establecidos en la Constitución de 1999 estén garantizados». Uno de los principales objetivos es erradicar la pobreza extrema antes del año 2021.

### Sanidad: Barrio Adentro

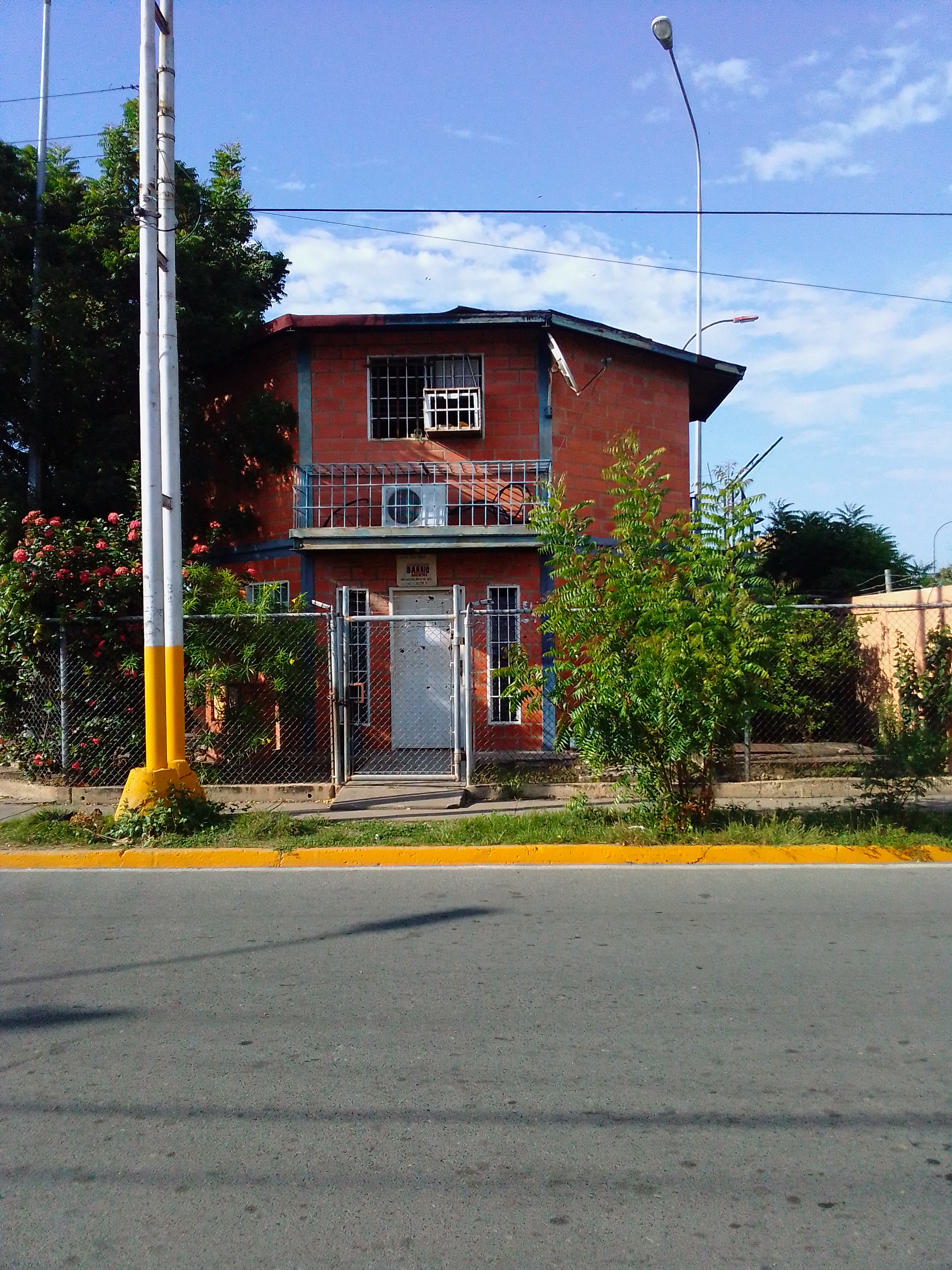
Módulo de Barrio Adentro

La primera misión puesta en marcha fue la Misión Barrio Adentro a finales de 2003. Su objetivo es «mejorar y ampliar los servicios de salud integral de los venezolanos, mediante las políticas públicas desarrolladas por el Gobierno Nacional, de manera oportuna, solidaria y gratuita para garantizar la atención y elevar la calidad de vida de toda la población.» Su principal intervención es la creación de una red de centros de salud situados en zonas de difícil acceso o que carecían de una infraestructura de sanidad cercana.
La Misión se desplegó en tres etapas, para llevar atención sanitaria primaria (consultorios) y secundaria (hospitales) a barrios empobrecidos. En 2006, el programa contaba con un personal de 31 439 profesionales y técnicos, de los cuales, 15 356 eran cubanos y apenas 1234 eran médicos venezolanos. En 2014, el gobierno anunció que se habían creado más de 10 000 clínicas en el marco de este programa, aunque la Federación Médica Venezolana estimó que alrededor del 80% de estos establecimientos estaban cerrados en diciembre de 2014.

### Educación: Robinson, Ribas y Sucre

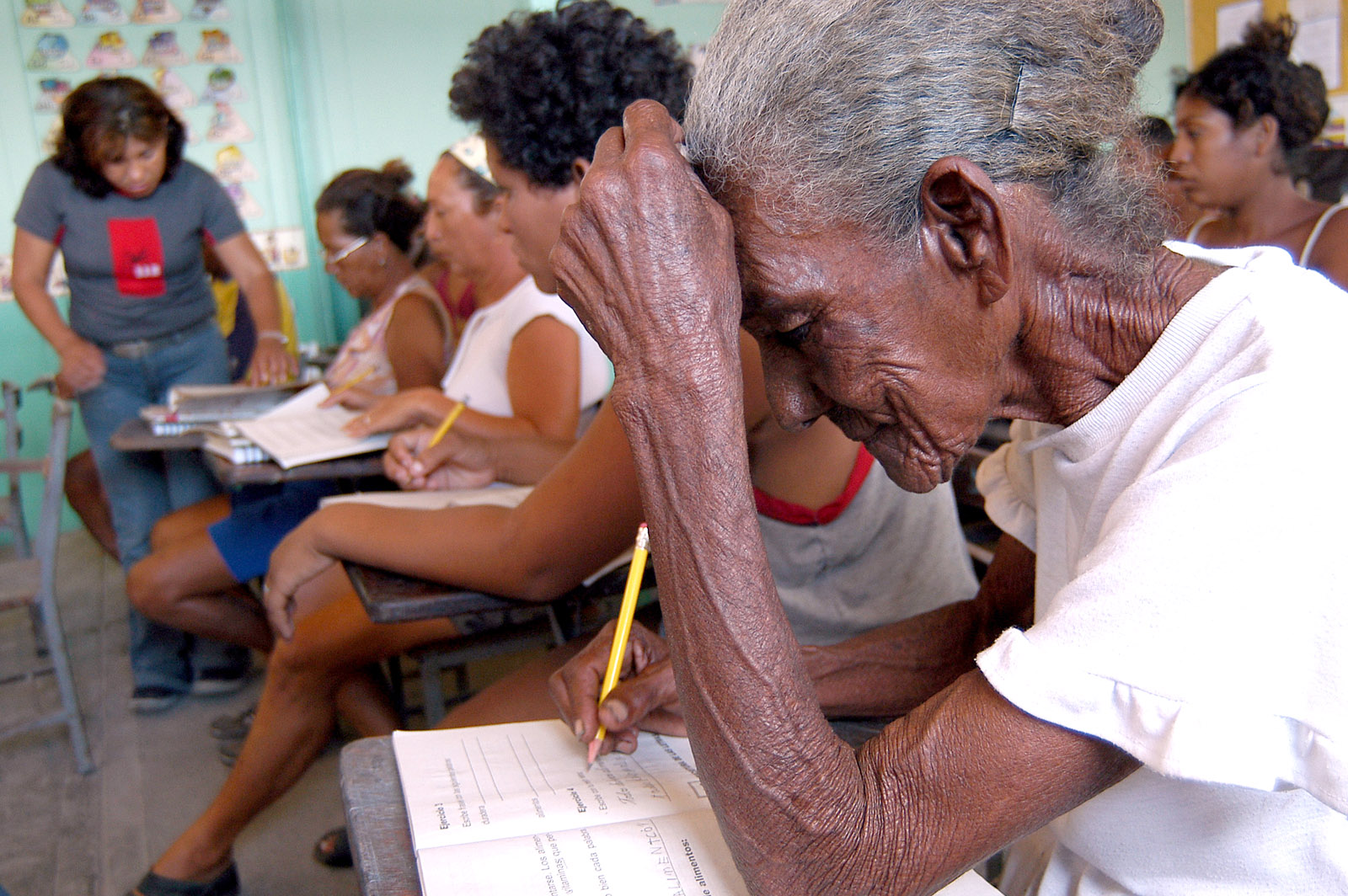
Personas de la tercera edad asistiendo a clases para aprender a leer y escribir con la Misión Robinson en Isla Borracha en 2004.

Las misiones educativas, que se organizan alrededor de varias misiones que cubren los distintos grados de enseñanza: primaria, secundaria y universitaria o superior. La primera de ellas es la Misión Robinson, que utiliza voluntarios adultos para enseñar matemáticas básicas, leer y escribir. Para secundaria está la Misión Ribas, que ofrece clases de refuerzo a personas que abandonaron la educación de jóvenes, y la Misión Sucre, que ofrece cursos de educación superior de manera gratuita a adultos.
Hugo Chávez declaró en 2005 que gracias a la Misión Robinson se había enseñado a leer a 1,5 millones de personas, dato puesto en duda. En 2004, 600 000 estudiantes se habían inscrito en los programas de la Misión Ribas, donde se dan clases nocturnas de gramática, geografía y lengua extranjera, además los alumnos también reciben una pequeña paga. Según PDVSA, en 2009 aportó 2065 millones de dólares a la misión, lo que se tradujo en 159.749 becas y 33.017 espacios educativos que ayudaron a 632.623 venezolanos. La misión pretende llegar a los cinco millones de personas que se calcula que abandonaron antes de tiempo la escuela secundaria. El gobierno declaró en 2013 que más de 600 000 personas habían pasado por la Misión Sucre.

#### Alimentación: Mercal

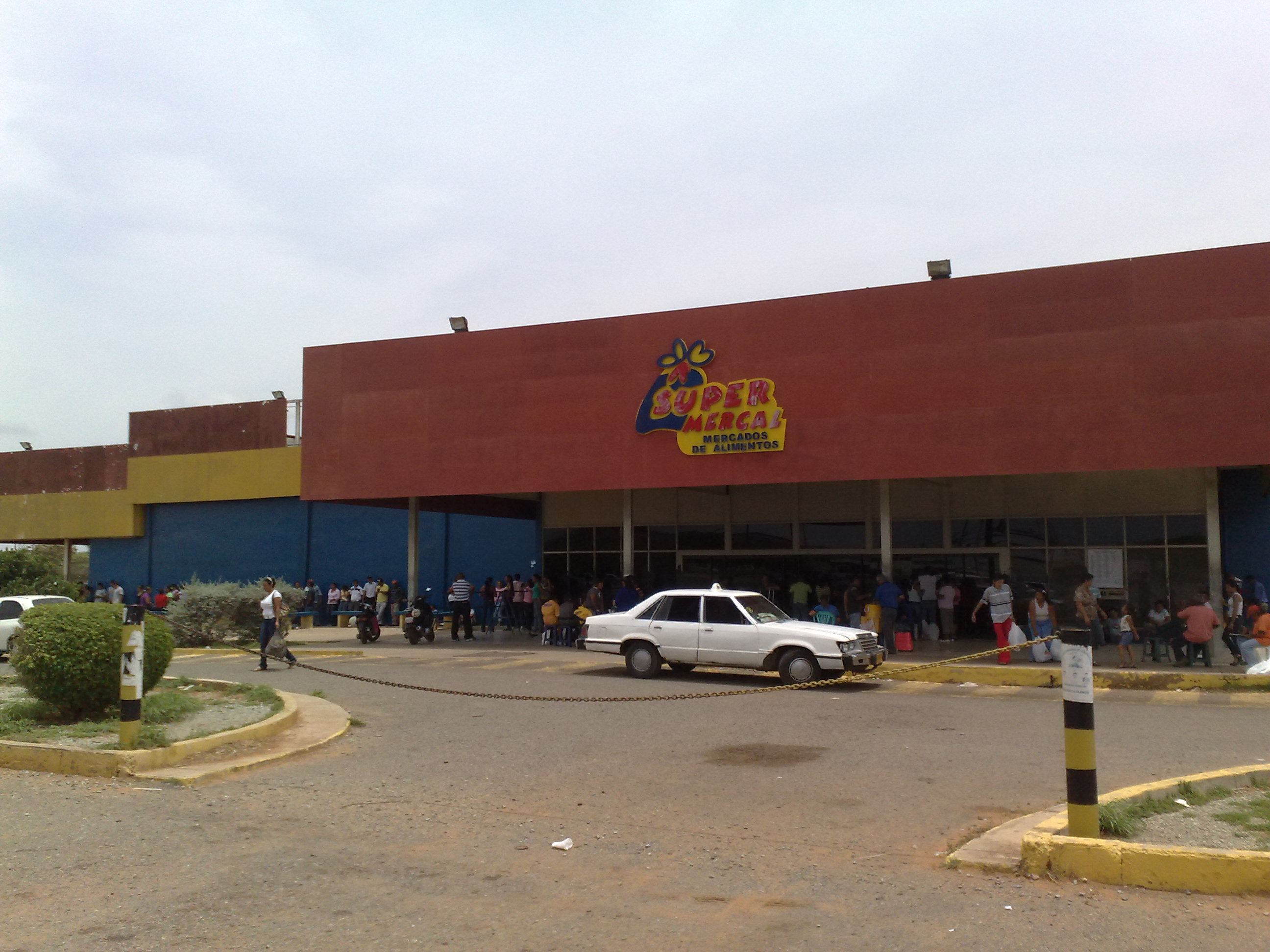
Supermercado de Mercal en Judibana, 2010.

La Misión Mercal, organizada en torno a la empresa estatal Mercados de Alimentos, C.A. (Mercal), tiene por objetivo proporcionar alimentos subsidiados y otros bienes básicos a través de una red de establecimientos a nivel nacional. En 2010 Mercal empleaba a 85 000 personas y, según ella, tenía 16 600 puntos de venta y 6000 comedores populares. Aunque la compañía recibe una considerable financiación por parte del Estado, esta aspira a ser autosuficiente. Según el gobierno esto ha permitido dar seguridad alimentaria a unos 12 millones de personas mientras que sus críticos señalan la dependencia de las importaciones y recientemente también el racionamiento y la falta de productos.

### Vivienda
La Misión Hábitat se ocupa de construcción de vivienda y la Gran Misión Vivienda Venezuela, tiene como meta construir y entregar 3 millones de viviendas; en 2013 se entregaron 201 000 viviendas (aunque la meta era de 380 000) y en 2014 fueron 120 457 (la meta eran 400 000). La Gran Misión Barrio Nuevo, Barrio Tricolor se centra en la rehabilitación de viviendas.[cita requerida]

### Derechos de comunidades indígenas
La Misión Guaicaipuro se ocupa de garantizar los derechos de las comunidades indígenas.

### Identidad
En el campo administrativo, la Misión Identidad tiene por objetivo la cedulación de toda la población.

### Otras
Otras misiones incluyen objetivos como reformas agrarias y desarrollo rural (Misión Zamora y Misión Vuelta al Campo), promoción de actividades agrarias en espacios urbanos (Gran Misión AgroVenezuela), creación de milicias civiles (Misión Miranda), cohesión social (Misión Vuelvan Caras), promoción de la ciencia y cultura.

## Impacto
Las Misiones Bolivarianas han recibido elogios por sus efectos sobre la pobreza, la educación y la sanidad. Sobre el número de beneficiarios, las cifras varían. Según el gobierno, más de 20 millones de venezolanos (un 60% de la población) se han beneficiado de estos. En un reporte de varias universidades en 2015, se colocó en duda la eficacia de las misiones bolivarianas, y según el estudio sólo el 10% (unos 3 millones) de los venezolanos estudiados se benefició de las misiones. De ese 10%, casi la mitad no se vieron afectados por la pobreza. El mismo estudió concluyó que un 57% de los venezolanos que no son beneficiarios de las misiones desearían serlo. Al respecto, el director de la División Social de CEPAL, Martin Hopenhayn, diría en 2009: «desde 2003 ha habido un proceso muy fuerte de reducción de la pobreza y el desempleo. Sobre eso no cabe duda».

### Sanidad
A pesar de los elogios, se ha criticado las malas condiciones laborales e irregularidades en su financiación.

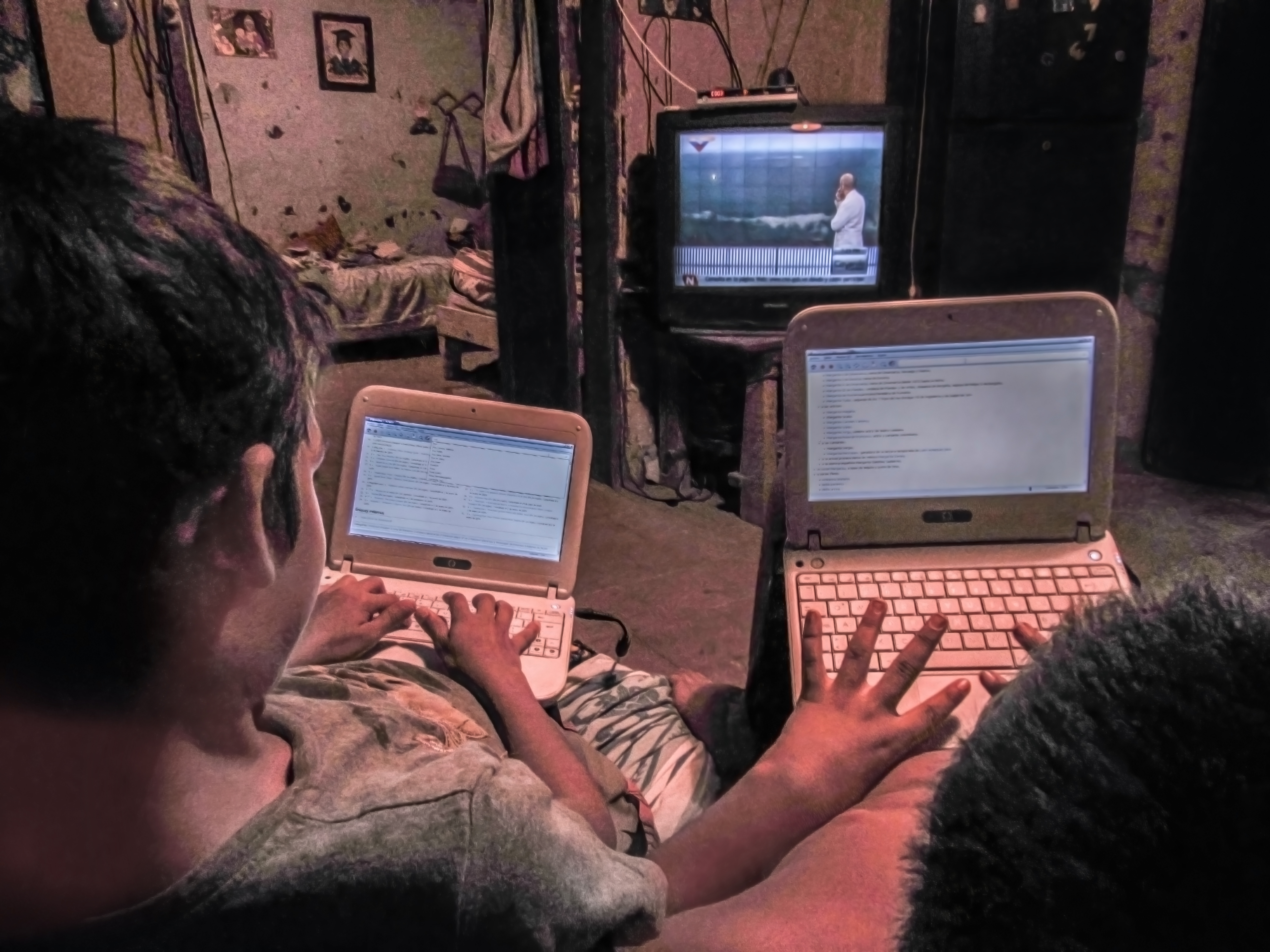
Niños con ordenadores Magallanes, entregados por el Estado, utilizando el sistema Canaimitas.

### Educación
En 2005, Venezuela fue declarada por la Unesco como Territorio libre de analfabetismo, tras escolarizar a un millón y medio de personas entre 2003 y 2005. El último censo nacional venezolano, hecho en 2011, ubica la tasa de analfabetismo en un 4,9%. El porcentaje de alumnos que comienzan el primer curso y llegan al último de educación primaria pasó de un 69,5% en 1997 a un 90,1% en 2011, mientras que la tasa neta de matriculación en la enseñanza primaria aumentó entre 1999 y 2012 de un 86,3% a un 94,4%. El aumento de becas de educación ha convertido a Venezuela en el segundo país en América del Sur con mayor número de universitarios, 2,6 millones de estudiantes en 2014.

### Lucha contra la pobreza
Durante la presidencia de Hugo Chávez, la población en pobreza se redujo de un 49,4% en 1999 a un 30,2% en el año 2006, mientras que la pobreza extrema se redujo de un 21,7% a un 9,9% en ese mismo periodo. En total, la población que se encontraba de alguna u otra forma en la pobreza se redujo de un 71,1% en 1999 a un 41,1% en 2006 (CEPAL). La población pobre alcanzó su mínimo en 2012, con un 25,4% (sumando pobreza extrema y pobreza), aunque debido a las crisis económica que asoló el país, tras un periodo de notable crecimiento en la década del 2000, la pobreza repuntó hasta un 32,1% en 2013, según Luis Pedro España, miembro del Instituto de Investigaciones Económicas y Sociales de la Ucab, debido sobre todo al incremento de la inflación por lo que estos «nuevos pobres» podrían salir de ella con relativa facilidad con una mejoría económica.
La tasa de mortalidad infantil (hasta 5 años) se redujo de 22,1 por cada 1000 nacidos vivos a 14,9 entre 1999 y 2013. El Coeficiente de Gini, que mide el índice de reparto de la riqueza en un país («1» total desigualdad, «0» total igualdad) pasó de 0,478 en 1999 a 0,448 en 2006. El gobierno destinó en el año 2007 un 44,6% de su presupuesto a proyectos sociales, cuando el promedio del periodo 1999-2007 fue de un 12,8% del PIB.

## Asistencia internacional
Los programas sociales han necesitado de técnicos y especialistas extranjeros para su desarrollo, en este sentido, Cuba ha sido el principal proveedor de estos especialistas, que incluyen alrededor de 13 mil repartidos entre médicos, maestros, entrenadores y otros profesionales cualificados. A cambio, Venezuela suministra a Cuba unos 53.000 barriles (8000 m³) de petróleo al día a un precio menor al que marcan los mercados internacionales.

## Críticas
Diversos escándalos afectaron al Plan Bolívar 2000 debido a señalamientos en contra de generales involucrados en el plan, declarando que hubo cantidades significantes de dinero que fueron desviadas. El Fondo Monetario Internacional ha criticado estas prácticas de venta de petróleo «rebajado», críticas rechazadas por Venezuela. En febrero de 2010 se registró un incidente en el que siete médicos cubanos desertaron a Estados Unidos y acusaron a los gobiernos de Cuba, Venezuela y a la empresa estatal PDVSA de obligarles a trabajar "como esclavos modernos como pago de la deuda pública de Cuba. La ONG Solidaridad Sin Fronteras informó desde Miami que unos 700 médicos cubanos abandonaron Venezuela en 2013 debido al deterioro de la situación económica. La ONG también dijo que el personal cubano «no puede negarse a trabajar ni quejarse». El Miami Herald publicó un artículo en el que explicaba que a los médicos cubanos se les exigía cumplir una cuota de pacientes diaria, que de no cumplir eran amenazados con retenerles el salario, trasladarlos y, en casos extremos, obligarlos a regresar a Cuba. Para compensar la falta de pacientes, los médicos falsificaban documentos, fundamentándolos desechando anestesia, moldes dentales y otros insumos.

### Corrupción
El 25 de enero de 2017, trabajadores estatales de la Misión Vivienda y oficialistas se concentraron frente a la sede del Ministerio de Vivienda y Hábitat en Barquisimeto en protesta al despido ilegal de sus obreros y al incumplimiento de la realización de 161 casas en Carora, municipio Torres del estado Lara, exigiendo respuesta. el presidente del Sindicato Único de la Industria de la Construcción del estado, Pedro Peña, declaró que la empresa fantasma, llamada Incorsa, dejó los más de 80 obreros sin prestaciones sociales. El proyecto empezó en 2013 y se paralizó en 2014, cuando los trabajadores exigieron exigían los beneficios laborales que les correspondía por ley. El maestro general de la obra, Juan Gómez, expresó que ya había sospechas sobre la integridad del proyecto, dado a que rara vez se recibían materiales de construcción, con la única excepción de arena y cemento.
En 2017 el presidente del Centro de Ingenieros del estado Zulia (CIDEZ), Marcelo Monnot, denunció incongruencias entre las cifras ofrecidas por el gobierno nacional sobre la inversión en los proyectos de la misión, y estimando que había un déficit de $76 000 millones de dólares cuyo destino exigió que se conociera. El presidente de la Comisión de Viviendas del Centro de Ingenieros, José Contreras, también señaló incongruencias en las cifras ofrecidas por el gobernador Francisco Arias Cárdenas.
El portal de investigación Armando.Info informó que el empresario colombiano Alex Saab recibió 159 millones de dólares del gobierno venezolano para importar materiales de vivienda entre 2012 y 2013, pero que solo se entregaron productos por 3 millones de dólares.

### Dudas sobre sostenibilidad
La sostenibilidad de las misiones es un tema en permanente debate. Puestas en duda sobre todo en sus comienzos y tras la muerte de Hugo Chávez. Las principales críticas a Venezuela se centran en que la sostenibilidad de las misiones depende fundamentalmente del precio y las exportaciones de petróleo. La revista estadounidense, Foreign Policy, describió a Venezuela «como un caso de enfermedad holandesa, debido al gran incremento de los ingresos por la venta de petróleo y su posterior derroche para satisfacer a los votantes». El gobierno de Chávez afirmó haber gastado más en gasto social de lo que debía, sin ahorrar el dinero suficiente para enfrentar futuros imprevistos económicos, imprevistos que Venezuela experimentó poco después de la muerte de Hugo Chávez y durante la política económica del gobierno de Nicolás Maduro, marcada por la crisis económica y una inflación y escasez en aumento.
Como resultado de las políticas de Chávez, la durabilidad de las misiones bolivarianas fue puesta a prueba poco antes y después de la muerte de Chávez, cuando la pobreza e inflación aumentaron y se produjo una escasez generalizada en Venezuela, con tales efectos agravándose sobre todo en la presidencia de Nicolás Maduro. En 2014, Venezuela entró en recesión económica. Estimaciones de pobreza realizadas por la Comisión Económica de las Naciones Unidas para América Latina y el Caribe (CEPAL) y Luis Pedro España, sociólogo de la Universidad Católica Andrés Bello, muestran un aumento considerable de la pobreza. La CEPAL registró, para el 2013, una tasa de pobreza del 32%, mientras que Pedro España calcula un aumento en la tasa ubicándose en el 48% para el 2015 y con una tasa de pobreza proyectada del 70% para finales del 2015. De acuerdo con la ONG venezolana Provea, a finales de 2015, habría el mismo número de venezolanos viviendo en la pobreza que en el 2000, revirtiendo los avances contra la pobreza realizados durante el gobierno de Hugo Chávez.

### Deficiencias de Misión Vivienda

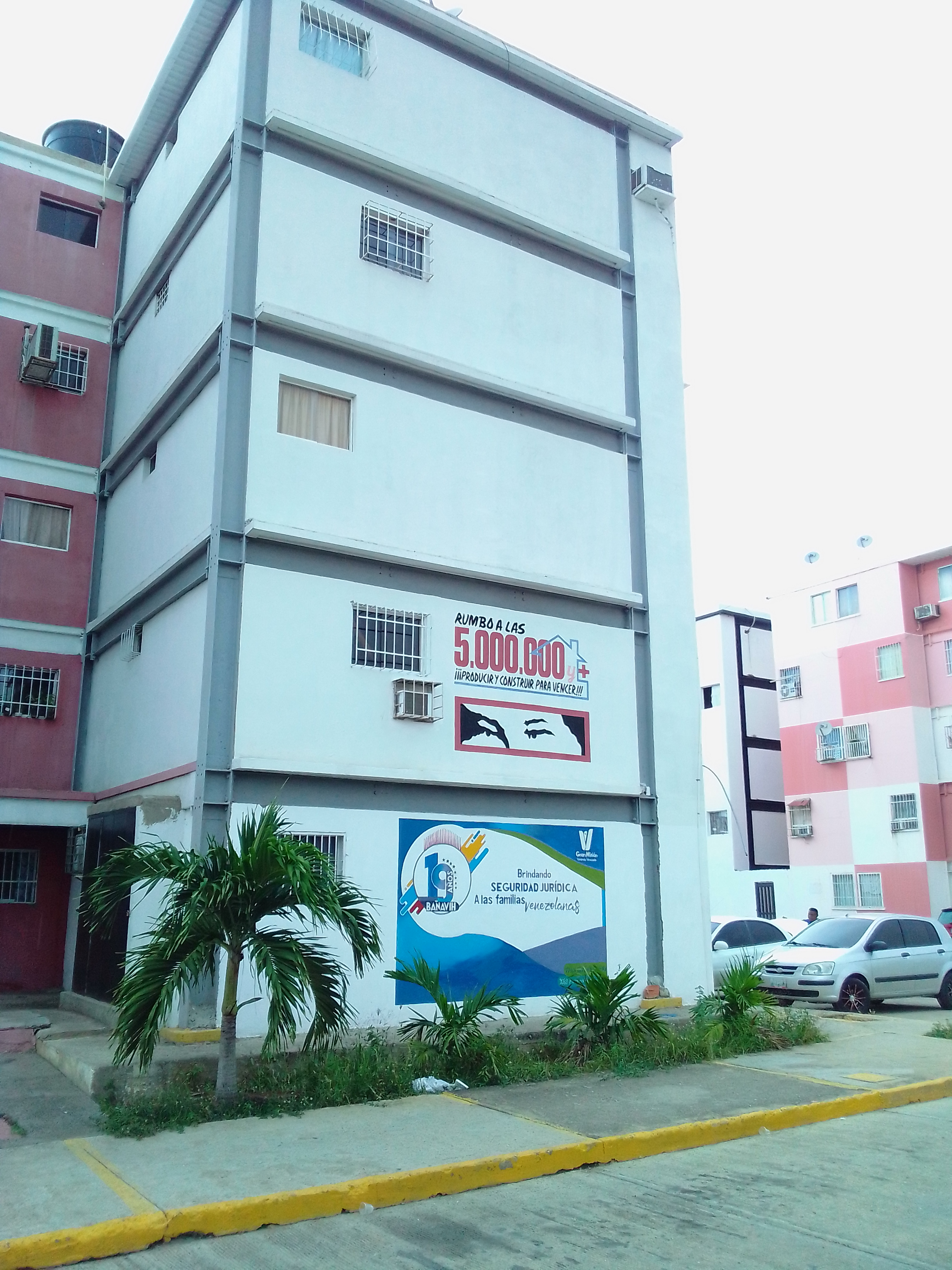
Edificio de la Misión Vivienda

Para 2013 Enzo Betancourt, presidente del Colegio de Ingenieros de Venezuela, alertó sobre el deterioro en la infraestructura de Misión Vivienda, declarando que el Colegio había hecho llamados de atención a las autoridades gubernamentales constantemente. Enzo colocó como ejemplo la situación del complejo de viviendas de Ciudad Caribia, en el que para 2012 habían recibido varias denuncias de paredes que se habían caído, de frisos sin soporte y de tanto paredes como losas agrietadas. Betancourt dijo que a raíz de las denuncias había advertido que todas las fases que debían tomarse en cuenta en la construcción de la vivienda debían cumplirse en el corto plazo, que a pesar de la prisa con la que el ejecutivo realizar el proyecto debían tomarse en cuenta los factores profesionales y técnicos para que pudiera ser viable y tener una óptima calidad, y que todas las obras de la Misión Vivienda debían llevar un cronograma de actividades para ejecutar las obras debidamente.
En 2016, Enzo Betancourt calificó de falsas las cifras ofrecidas por Nicolás Maduro con respecto a la entrega de viviendas nuevas, declarando que para la fecha las obras se encontraban paralizadas desde hacía tres meses. Enzo declaró que entre las cifras se estaban incluyendo al llamado Barrio Nuevo Barrio Tricolor, ranchos ya existentes en barrios que son reconstruidos, decorados y presentados falsamente como viviendas nuevas.
El 30 de agosto de 2017, las grietas en un edificio de la Misión Vivienda en Tanaguarenas, estado Vargas, se hicieron más grandes después de un sismo de magnitud 4.5; los residentes expresaron temor de que los daños pudiesen ocasionar el colapso de las estructuras.

## Financiamiento

La principal fuente de ingresos de las misiones proviene de PDVSA, empresa estatal que tiene el monopolio sobre la producción y exportación del petróleo venezolano

La financiación de estos programas sociales provienen fundamentalmente del incremento de presupuestos en asistencia social por parte del gobierno y, sobre todo, de los excedentes de la empresa estatal Petróleos de Venezuela (PDVSA) por la exportación de petróleo. Venezuela tiene las mayores reservas probadas de petróleo del mundo y es uno de los mayores productores. Según estimaciones presentadas por técnicos de la Organización de las Naciones Unidas (ONU) en colaboración con el gobierno de Venezuela, el Estado gastó en las misiones entre 2009 y 2013 unos 61.000 millones de dólares, la mayor parte del presupuesto provenía de las contribuciones de PDVSA que, por ejemplo, invirtió en el año 2012 17.300 millones de dólares en estos programas y 13.000 millones en 2013.